# Forlaget Scandinavia
Forlaget Scandinavia er et kristent forlag, som blev grundlagt i 1975 af Jørgen Vium Olesen, der tidligere havde arbejdet med bladet Udfordringen siden 1973.
Forlaget har 15 ansatte og sælger over 1 mio. bøger hvert år på verdensplan. Forlaget udgiver årligt 12-16 titler på dansk foruden børnebøger og bibler (Bibelen på hverdagsdansk).
Scandinavia er privatejet aktieselskab, der ikke er tilknyttet en bestemt kirke, men drives kommercielt. I forlagets logo indgår IX, som betyder Jesus Kristus.